# Dávid-niltava
A Dávid-niltava (Niltava davidi)  a madarak osztályának verébalakúak (Passeriformes) rendjébe és a légykapófélék (Muscicapidae) családjába tartozó faj.

## Rendszerezése
A fajt John David Digues La Touche ír ornitológus írta le 1907-ben.

## Előfordulása
Délkelet-Ázsiában, Kambodzsa, Kína, Hongkong, Laosz, Thaiföld és Vietnám területén honos. Természetes élőhelyei a szubtrópusi vagy trópusi síkvidéki esőerdők és cserjések, valamint vidéki kertek és városias régiók. Állandó, nem vonuló faj.

## Megjelenése
Testhossza 18 centiméter.

## Életmódja
Kisebb gerinctelenekkel és gyümölcsökkel táplálkozik, melyet magányosan, vagy párban keresgél.

## Természetvédelmi helyzete
Az elterjedési területe rendkívül nagy, egyedszáma pedig stabil. A Természetvédelmi Világszövetség Vörös listáján nem fenyegetett fajként szerepel.